# Jöns Svanberg
Jöns Svanberg (født 6. juli 1771 i Nederkalix, død 15. januar 1851 i Uppsala) var en svensk matematiker og astronom, far til Lars Fredrik Svanberg.
Svanberg blev 1794 docent i matematik i Uppsala, 1796 vicesekretær og 1809 sekretær ved Vetenskapsakademien i Stockholm, som han var medlem af fra 1798. 1803 blev Svanberg akademiets astronom og var 1811—41 professor i matematik i Uppsala. Da Maupertuis' gradmåling ikke kunde bringes i overensstemmelse med den af Newton teoretisk udledede værdi for jordens fladtrykning, fik Svanberg det hverv at gentage disse målinger. Efter en del forberedende undersøgelser, som påbegyndtes allerede 1799, udførte han 1801—03 trianguleringen i Lapland og viste, at Maupertuis' målinger var upålidelige. Svanbergs resultater, som er meddelte i arbejdet: Exposition des opérations, faites en Lapponie en 1801—03 pour la détermination d'un arc du méridien (Stockholm 1805), stemmer med teorien. Af hans øvrige arbejder skal nævnes: Berättelse öfver försök till bestämmande af sekundpendelns längd och vattnets tyngd (Stockholm 1825], In temperaturam atmosphæræ observationes (Uppsala 1827), et forsøg paa at bestemme verdensrummets temperatur, Disquisitiones analyticæ in theoriam refractionum astronomicarum (sammesteds 1827, 1839), Nouvelles considérations sur la résolution des équations algébriques (sammesteds 1832). Svanberg redigerede Uppsala Läns Hushålls-Sällskaps Handlingar 1815—19.